# Schönfeld (bei Demmin)
Schönfeld ist eine Gemeinde im Norden des Landkreises Mecklenburgische Seenplatte. Die Gemeinde liegt südlich von Demmin. Sie gehört dem Amt Demmin-Land an, das seinen Verwaltungssitz in der Stadt Demmin hat. Bis zum 1. Juli 2004 gehörte Schönfeld zum Amt Borrentin.

## Geografie und Verkehr
Schönfeld liegt etwa zwölf Kilometer südlich von Demmin und 16 km nördlich von Stavenhagen, etwas nordöstlich des Kummerower Sees. Die B 194 verläuft östlich der Gemeinde. Durch den Norden der Gemeinde fließt die Peene.

## Ortsteile
- Schönfeld
- Trittelwitz
- Klenz

## Geschichte
Der Ort Schönfeld wurde im Jahr 1255 erstmals urkundlich erwähnt. Schönfeld war einst Grenzort zwischen den nordostdeutschen Bistümern. Im Mittelalter befindet es sich im Besitz der Familie von Podewils. Namhaftester Besitzer war der Vogt Peter von Podewils auf Haus Demmin, zudem auch Schönfeld im Besitztum gehörte. Es entwickelte sich dann ein Dorf mit größeren landwirtschaftlichen Betrieben, im Mittelwert jeweils über 60 ha Fläche, wobei der Hof der Familie Otto Liebau mit 198 ha schon Gutsgröße erreichte. Deren Nachfolger A. Buchholz konnte den Umfang des Hofes auf 205 ha erhöhen. Zu Schönefeld gehört der Graupmannshof. Im Ort wurde damals eine Kartoffelsaatzucht betrieben und mit Lanz-Bulldog frühseitig moderne Technik eingesetzt. Bis 1945 gehörte es zu Vorpommern.
Klenz wurde wesentlich später gegründet und fungierte im vorigen Jahrhundert mit 94 ha Größe als eigenständiges Vorwerk eines landwirtschaftlichen Einzelbetriebes in der Hand einer bürgerlichen Familie. In Klenz wurde der Vater des späteren Bischofs Karl von Scheven, der nachmalige Pastor Johannes von Scheven, geboren. Klenz selbst galt als Rentengut, die nach den Wirtschaftskrisen in den 1920er Jahren von der Kreissiedlungsgesellschaft Demmin ausgelegt wurden.
Trittelwitz wird in Urkunden des 13. Jahrhunderts Tritterwitz genannt, längere Zeit hielt sich auch die Betitelung Trittelfitz. Die Besiedlungsgeschichte wird wesentlich älter sein, so zuzuordnende Funde aus der Vorzeit. Vormals gab es eine Unterteilung in Ritterschaftlich-Trittelwitz und Landesherrlich Trittelwitz. Letzteres war als Gemarkung größtenteils bis 1818 ein Domainen-Vorwerk, als zunächst kein kreistags- oder landtagsfähiges Rittergut, dem Amt Verchen zugehörig. Von der Familie Popp kam das Gut über die Töchterhand der Wilhelmine Freiin von Schimmelpenninck van der Oye, die wiederum mit dem Oberst Emil von Beulwitz verheiratet war. Zeitweise gehörte das Gut einem Johannes Brüssow, 115 ha. Wie auf allen Lehn- und Gutsdörfern in Nordostdeutschland galten zumal die Gutsbezirke bis zu den Kommunaländerungen in den 1920er Jahren als juristisch eigenständige Orte, später vereinigt mit dem Dorf. Mitte des 20. Jahrhunderts gab es in Trittelwitz mehrere Hofbesitzer. Die Familie Klänhammer besaß 115 ha, die anderen Höfe der Familien Bader, Kahs, Mau, Möller und Wolter beinhalteten um die 25 ha.

## Politik

### Gemeindevertretung
Die Gemeindevertretung besteht aus sieben Personen, darunter die Bürgermeisterin Else Dürr. Sie gehört wie vier weitere Gemeinderäte zur Liste „Unabhängige Wählergemeinschaft“, zwei andere sind Einzelbewerber.

### Wappen, Flagge, Dienstsiegel
Die Gemeinde verfügt über kein amtlich genehmigtes Hoheitszeichen, weder Wappen noch Flagge. Als Dienstsiegel wird das kleine Landessiegel mit dem Wappenbild des Landesteils Vorpommern geführt. Es zeigt einen aufgerichteten Greifen mit aufgeworfenem Schweif und der Umschrift „GEMEINDE SCHÖNFELD * LANDKREIS MECKLENBURGISCHE SEENPLATTE“.

## Kultur
Kleines Klubkino des Landesverbandes Filmkommunikation Mecklenburg-Vorpommern mit regelmäßigem Programmkinoprogramm.

## Bildung
Schönfeld verfügt über eine eigene Grundschule, was für eine Gemeinde dieser Größe eher ungewöhnlich ist.

## Sehenswürdigkeiten

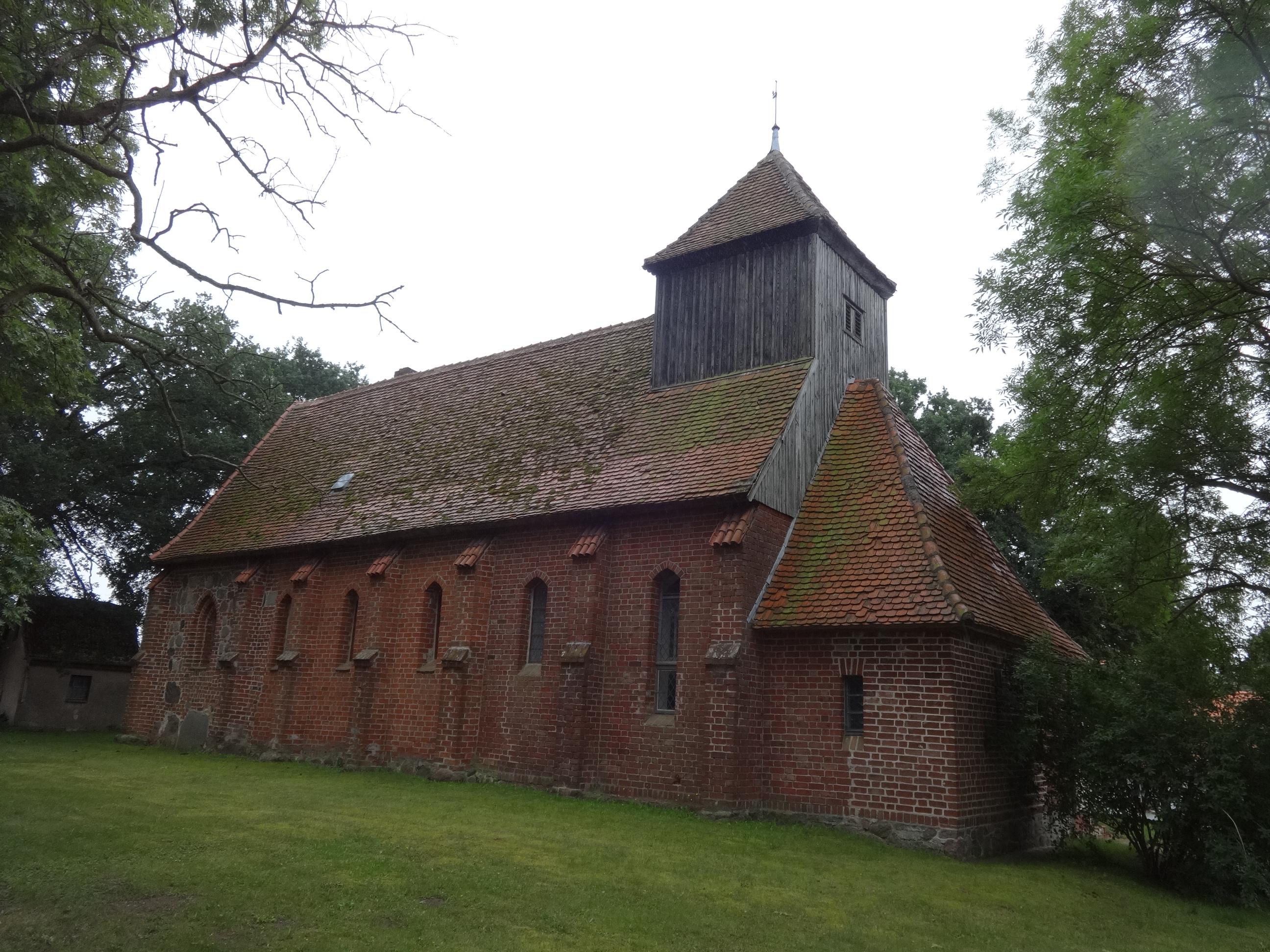
Dorfkirche Schönfeld

→ Siehe auch Liste der Baudenkmale in Schönfeld (bei Demmin)
- Die Dorfkirche Schönfeld wurde in der Zeit um 1400 aus Mauersteinen errichtet. Sie besitzt einen dreiseitig geschlossenen Chor sowie ein Kirchenschiff, das einige Jahre später entstand. In seinem Innern befindet sich unter anderem eine Kanzel aus dem 17. Jahrhundert.
- Peeneufer
- Zuchtgebiet für Urrinder und Urpferde bei Trittelwitz
- Gutshaus Schönfeld
- Kapelle von Trittelwitz